# Armadillidium klugii
Armadillidium klugii är en kräftdjursart som beskrevs av Brandt 1833. Armadillidium klugii ingår i släktet Armadillidium och familjen klotgråsuggor. Inga underarter finns listade i Catalogue of Life.